# Provinciale weg 378
De provinciale weg 378 (N378) is een provinciale weg in de provincies Drenthe en Groningen welke een verbinding vormt tussen de N34 ter hoogte van Gasselte en de N366 ten oosten van Stadskanaal. Bij Gasselternijveen sluit de weg aan op de N379.
De weg is uitgevoerd als tweestrooks-gebiedsontsluitingsweg met een maximumsnelheid van 80 km/h. In de Drentse gemeente Aa en Hunze heet de weg achtereenvolgens Ingenieur W.I.C. van Veelenweg en Noordzijde. In de gemeente Stadskanaal heet de weg Gasselterstraat en Van Boekerenweg.
N34 · N46 · N351 · N353 · N354 · N355 · N356 · N357 · N358 · N359 · N360 · N361 · N362 · N363 · N364 · N365 · N366 · N367 · N368 · N369 · N370 · N371 · N372 · N373 · N374 · N375 · N376 · N377 · N378 · N379 · N380 · N381 · N382 · N383 · N384 · N385 · N386 · N387 · N388 · N390 · N391 · N392 · N393 · N398

N851 · N852 · N853 · N854 · N855 · N856 · N857 · N858 · N860 · N861 · N862 · N863 · N865 · N910 · N913 · N917 · N918 · N919 · N924 · N927 · N928 · N962 · N963 · N964 · N966 · N967 · N969 · N972 · N973 · N974 · N975 · N976 · N977 · N978 · N979 · N980 · N981 · N982 · N983 · N984 · N985 · N986 · N987 · N988 · N989 · N990 · N991 · N992 · N993 · N994 · N995 · N996 · N997 · N998 · N999

Cursief vermelde wegen zijn voormalige provinciale wegen.